# Sciodaphyllum
Sciodaphyllum – rodzaj roślin z rodziny araliowatych. Należą do niego 134 gatunki. W niektórych ujęciach rośliny te zaliczane są do szeroko ujmowanego (polifiletycznego w takim ujęciu) rodzaju szeflera Schefflera. Rośliny te występują w północno-zachodniej części Ameryki Południowej.

## Morfologia
PokrójNaziemne, wyjątkowo epifityczne krzewy i drzewa osiągające do 20 m wysokości. Młode pędy często owłosione.
LiścieDłoniasto złożone z całobrzegich listków. Przylistki okazałe (do 6 cm długości), nagie lub owłosione.
KwiatyDrobne, skupione w wiechy szczytowe, przy czym główna oś ma zwykle do kilku cm długości (rzadko do 20 cm), a boczne odgałęzienia osiągają ponad 60 cm długości. Na bocznych odgałęzieniach kwiaty wyrastają w baldachach lub główkach ułożonych groniasto. Kwiaty są 5-krotne. Zalążnia tworzona jest z 2–3, 5 lub 10 owocolistków.
OwoceDrobne pestkowce.

## Systematyka
Pozycja systematyczna
Rodzaj należący do podrodziny Aralioideae z rodziny araliowatych (Araliaceae).
Wykaz gatunków
- Sciodaphyllum acuminatum (Pav.) Poir.
- Sciodaphyllum albocapitatum (M.J.Cannon & Cannon) Lowry, G.M.Plunkett & M.M.Mora
- Sciodaphyllum allocotanthum (Harms) Lowry, G.M.Plunkett & M.M.Mora
- Sciodaphyllum angulatum (Pav.) Poir.
- Sciodaphyllum aquaverense (M.J.Cannon & Cannon) Lowry, G.M.Plunkett & M.M.Mora
- Sciodaphyllum archeri (Harms) Lowry, G.M.Plunkett & M.M.Mora
- Sciodaphyllum argophyllum (Frodin) Lowry, G.M.Plunkett & M.M.Mora
- Sciodaphyllum asymmetricum (Frodin) Lowry, G.M.Plunkett & M.M.Mora
- Sciodaphyllum attenuatum (Sw.) Lowry, G.M.Plunkett & M.M.Mora
- Sciodaphyllum awa (Ram.-Padilla) Lowry, G.M.Plunkett & M.M.Mora
- Sciodaphyllum ayangannense (Maguire, Steyerm. & Frodin) Lowry, G.M.Plunkett & M.M.Mora
- Sciodaphyllum bangii (Harms) Lowry, G.M.Plunkett & M.M.Mora
- Sciodaphyllum bejucosum (Cuatrec.) Lowry, G.M.Plunkett & M.M.Mora
- Sciodaphyllum bifidum (M.J.Cannon & Cannon) Lowry, G.M.Plunkett & M.M.Mora
- Sciodaphyllum bifurcatum (Idarraga & Jiménez-Mont.) Idarraga & Jiménez-Mont.
- Sciodaphyllum blepharidophyllu m (Harms) Lowry, G.M.Plunkett & M.M.Mora
- Sciodaphyllum bogotense (Cuatrec.) Lowry, G.M.Plunkett & M.M.Mora
- Sciodaphyllum bonitum (Cuatrec.) Lowry, G.M.Plunkett & M.M.Mora
- Sciodaphyllum breviramum (Jiménez-Mont. & Idarraga) Jiménez-Mont. & Idarraga
- Sciodaphyllum brownei Spreng.
- Sciodaphyllum buchtienii (Harms) Lowry, G.M.Plunkett & M.M.Mora
- Sciodaphyllum caducum (M.J.Cannon & Cannon) Lowry, G.M.Plunkett & M.M.Mora
- Sciodaphyllum cajambrense (Cuatrec.) Lowry, G.M.Plunkett & M.M.Mora
- Sciodaphyllum calycinum (Cuatrec.) Lowry, G.M.Plunkett & M.M.Mora
- Sciodaphyllum calyptricuspidat um (Cuatrec.) Lowry, G.M.Plunkett & M.M.Mora
- Sciodaphyllum capitulispicatum  (Cuatrec.) Lowry, G.M.Plunkett & M.M.Mora
- Sciodaphyllum cartagoense (M.J.Cannon & Cannon) Lowry, G.M.Plunkett & M.M.Mora
- Sciodaphyllum chartaceum A.C.Sm.
- Sciodaphyllum chococolum (Frodin) Lowry, G.M.Plunkett & M.M.Mora
- Sciodaphyllum cicatricatum (M.J.Cannon & Cannon) Lowry, G.M.Plunkett & M.M.Mora
- Sciodaphyllum ciliatum (Cuatrec.) Lowry, G.M.Plunkett & M.M.Mora
- Sciodaphyllum clausum (Frodin) Lowry, G.M.Plunkett & M.M.Mora
- Sciodaphyllum coclense (M.J.Cannon & Cannon) Lowry, G.M.Plunkett & M.M.Mora
- Sciodaphyllum concolor (Frodin) Lowry, G.M.Plunkett & M.M.Mora
- Sciodaphyllum connatum (Jiménez-Mont. & Idarraga) Jiménez-Mont. & Idarraga
- Sciodaphyllum contractum (Frodin) Lowry, G.M.Plunkett & M.M.Mora
- Sciodaphyllum cracens (Frodin) Lowry, G.M.Plunkett & M.M.Mora
- Sciodaphyllum crassilimbum (Frodin) Lowry, G.M.Plunkett & M.M.Mora
- Sciodaphyllum decagynum (Cuatrec.) Lowry, G.M.Plunkett & M.M.Mora
- Sciodaphyllum dielsii (Harms) Lowry, G.M.Plunkett & M.M.Mora
- Sciodaphyllum diguanum (Cuatrec.) Lowry, G.M.Plunkett & M.M.Mora
- Sciodaphyllum digynum (Cuatrec.) Lowry, G.M.Plunkett & M.M.Mora
- Sciodaphyllum diplodactylum (Harms) Lowry, G.M.Plunkett & M.M.Mora
- Sciodaphyllum dolichostylum (Harms) Lowry, G.M.Plunkett & M.M.Mora
- Sciodaphyllum duidae (Steyerm.) Lowry, G.M.Plunkett & M.M.Mora
- Sciodaphyllum elachistocephalum (Harms) Lowry, G.M.Plunkett & M.M.Mora
- Sciodaphyllum epiphyticum (A.C.Sm.) Lowry, G.M.Plunkett & M.M.Mora
- Sciodaphyllum euryphyllum (Harms) Lowry, G.M.Plunkett & M.M.Mora
- Sciodaphyllum ferrugineum (Willd. ex Schult.) Decne. & Planch.
- Sciodaphyllum fragrans (Cuatrec.) Lowry, G.M.Plunkett & M.M.Mora
- Sciodaphyllum geniculatum M.M.Mora, Lowry & G.M.Plunkett
- Sciodaphyllum glabratum (Kunth) Lowry, G.M.Plunkett & M.M.Mora
- Sciodaphyllum guanayense (Maguire, Steyerm. & Frodin) Lowry, G.M.Plunkett & M.M.Mora
- Sciodaphyllum herthae (Harms) Lowry, G.M.Plunkett & M.M.Mora
- Sciodaphyllum herzogii (Harms) Lowry, G.M.Plunkett & M.M.Mora
- Sciodaphyllum heterotrichum Seem.
- Sciodaphyllum huilense (Cuatrec.) Lowry, G.M.Plunkett & M.M.Mora
- Sciodaphyllum humboldtianum Decne. & Planch. ex Seem.
- Sciodaphyllum inambaricum (Harms) Lowry, G.M.Plunkett & M.M.Mora
- Sciodaphyllum institum (M.J.Cannon & Cannon) Lowry, G.M.Plunkett & M.M.Mora
- Sciodaphyllum jauaense (Maguire, Steyerm. & Frodin) Lowry, G.M.Plunkett & M.M.Mora
- Sciodaphyllum jefense (M.J.Cannon & Cannon) Lowry, G.M.Plunkett & M.M.Mora
- Sciodaphyllum karstenianum Marchal
- Sciodaphyllum kuntzei (Harms) Lowry, G.M.Plunkett & M.M.Mora
- Sciodaphyllum lancifoliolatum (Frodin) Lowry, G.M.Plunkett & M.M.Mora
- Sciodaphyllum lasiogyne (Harms) Lowry, G.M.Plunkett & M.M.Mora
- Sciodaphyllum latiligulatum (M.J.Cannon & Cannon) Lowry, G.M.Plunkett & M.M.Mora
- Sciodaphyllum lilacinum (Cuatrec.) Lowry, G.M.Plunkett & M.M.Mora
- Sciodaphyllum macphersonii (M.J.Cannon & Cannon) Lowry, G.M.Plunkett & M.M.Mora
- Sciodaphyllum magnifolium (Cuatrec.) Lowry, G.M.Plunkett & M.M.Mora
- Sciodaphyllum maguireorum (Frodin) Lowry, G.M.Plunkett & M.M.Mora
- Sciodaphyllum manus-dei (Cuatrec.) Lowry, G.M.Plunkett & M.M.Mora
- Sciodaphyllum marahuacense (Maguire, Steyerm. & Frodin) Lowry, G.M.Plunkett & M.M.Mora
- Sciodaphyllum marginatum (Cuatrec.) Lowry, G.M.Plunkett & M.M.Mora
- Sciodaphyllum mathewsii Seem.
- Sciodaphyllum meiurophyllum (Frodin) Lowry, G.M.Plunkett & M.M.Mora
- Sciodaphyllum minutiflorum (Harms) Lowry, G.M.Plunkett & M.M.Mora
- Sciodaphyllum monzonense (Harms) Lowry, G.M.Plunkett & M.M.Mora
- Sciodaphyllum munchiquense (Ram.-Padilla) Lowry, G.M.Plunkett & M.M.Mora
- Sciodaphyllum nebularum (Harms) Lowry, G.M.Plunkett & M.M.Mora
- Sciodaphyllum nephelophilum (Harms) Lowry, G.M.Plunkett & M.M.Mora
- Sciodaphyllum nicaraguense Standl.
- Sciodaphyllum octostylum (M.J.Cannon & Cannon) Lowry, G.M.Plunkett & M.M.Mora
- Sciodaphyllum oxapampense G.M.Plunkett, Lowry & M.M.Mora
- Sciodaphyllum panamense (M.J.Cannon & Cannon) Lowry, G.M.Plunkett & M.M.Mora
- Sciodaphyllum paniculitomentosum (Cuatrec.) Lowry, G.M.Plunkett & M.M.Mora
- Sciodaphyllum pardoanum (Harms) Lowry, G.M.Plunkett & M.M.Mora
- Sciodaphyllum paruanum (Frodin) Lowry, G.M.Plunkett & M.M.Mora
- Sciodaphyllum patulum Rusby
- Sciodaphyllum pedicellatum (Pav.) Poir.
- Sciodaphyllum pedicelligerum (Maguire, Steyerm. & Frodin) Lowry, G.M.Plunkett & M.M.Mora
- Sciodaphyllum pentadactylum (Cuatrec.) Lowry, G.M.Plunkett & M.M.Mora
- Sciodaphyllum pentandrum (Pav.) Poir.
- Sciodaphyllum peruvianum (Aspl.) Lowry, G.M.Plunkett & M.M.Mora
- Sciodaphyllum pittieri (Marchal ex T.Durand & Pittier) Lowry, G.M.Plunkett & M.M.Mora
- Sciodaphyllum planchonianum Marchal
- Sciodaphyllum quinduense (Kunth) DC.
- Sciodaphyllum ramosissimum (Cuatrec.) Lowry, G.M.Plunkett & M.M.Mora
- Sciodaphyllum reticulatum (Gleason) Lowry, G.M.Plunkett & M.M.Mora
- Sciodaphyllum robustum A.C.Sm.
- Sciodaphyllum rodolfoi Lowry, G.M.Plunkett & M.M.Mora
- Sciodaphyllum rubiginosum (Marchal) Lowry, G.M.Plunkett & M.M.Mora
- Sciodaphyllum sachamatense (Cuatrec.) Lowry, G.M.Plunkett & M.M.Mora
- Sciodaphyllum samarianum (Cuatrec.) Lowry, G.M.Plunkett & M.M.Mora
- Sciodaphyllum sandianum (Harms) Lowry, G.M.Plunkett & M.M.Mora
- Sciodaphyllum sapoense (M.J.Cannon & Cannon) Lowry, G.M.Plunkett & M.M.Mora
- Sciodaphyllum sararense (Cuatrec.) Lowry, G.M.Plunkett & M.M.Mora
- Sciodaphyllum seibertii (A.C.Sm.) Lowry, G.M.Plunkett & M.M.Mora
- Sciodaphyllum silvaticum (Cuatrec.) Lowry, G.M.Plunkett & M.M.Mora
- Sciodaphyllum sipapoense (Maguire, Steyerm. & Frodin) Lowry, G.M.Plunkett & M.M.Mora
- Sciodaphyllum sodiroi (Harms) Lowry, G.M.Plunkett & M.M.Mora
- Sciodaphyllum sonsonense Jiménez-Mont.
- Sciodaphyllum sphaerocoma Benth.
- Sciodaphyllum sprucei Seem.
- Sciodaphyllum steyermarkii (Frodin) Lowry, G.M.Plunkett & M.M.Mora
- Sciodaphyllum systylum Donn.Sm.
- Sciodaphyllum tamanum (Steyerm.) Lowry, G.M.Plunkett & M.M.Mora
- Sciodaphyllum ternatum (Cuatrec.) Lowry, G.M.Plunkett & M.M.Mora
- Sciodaphyllum tipuanicum (Harms) Lowry, G.M.Plunkett & M.M.Mora
- Sciodaphyllum tremuloideum (Maguire, Steyerm. & Frodin) Lowry, G.M.Plunkett & M.M.Mora
- Sciodaphyllum trianae Planch. & Linden ex Marchal
- Sciodaphyllum trollii (Harms) Lowry, G.M.Plunkett & M.M.Mora
- Sciodaphyllum troyanum Urb.
- Sciodaphyllum urbanianum (Marchal ex Urb.) Lowry, G.M.Plunkett & M.M.Mora
- Sciodaphyllum vanderwerffii (Dorr & Stergios) Lowry, G.M.Plunkett & M.M.Mora
- Sciodaphyllum vasquezianum (Harms) Lowry, G.M.Plunkett & M.M.Mora
- Sciodaphyllum velutinum (Cuatrec.) Lowry, G.M.Plunkett & M.M.Mora
- Sciodaphyllum venezuelense Lowry, G.M.Plunkett & M.M.Mora
- Sciodaphyllum viguierianum (Harms) Lowry, G.M.Plunkett & M.M.Mora
- Sciodaphyllum violaceum (Cuatrec.) Lowry, G.M.Plunkett & M.M.Mora
- Sciodaphyllum weberbaueri (Harms) Lowry, G.M.Plunkett & M.M.Mora
- Sciodaphyllum whitefoordiae (M.J.Cannon & Cannon) Lowry, G.M.Plunkett & M.M.Mora
- Sciodaphyllum yurumanguine (Cuatrec.) Lowry, G.M.Plunkett & M.M.Mora
- Sciodaphyllum zarucchii M.M.Mora, Lowry, Idarraga, Jiménez-Mont. & G.M.Plunkett